# Jan Rune Grave
Jan Rune Grave, né le 8 mai 1977 à Skien, est un spécialiste norvégien du combiné nordique. Il est désormais assistant directeur technique sur des courses de combiné organisées par la fédération internationale de ski.

## Carrière
Il a débuté en Coupe du monde de combiné nordique en novembre 2001, et obtient son meilleur résultat individuel en janvier 2002, une septième place. Il a participé une fois aux Jeux olympiques d'hiver en 2002 à Salt Lake City.
Il se retire en 2005.

## Palmarès

### Jeux olympiques d'hiver
| Épreuve / Édition | Épreuve / Édition | Salt Lake City 2002 |
| Sprint            | Sprint            | 26e                 |
| Gundersen         | Gundersen         | 24e                 |
| Par équipes       | Par équipes       | 5e                  |

### Coupe du monde
- Meilleur classement général final : 27e en 2001.
- Classement annuel : 29e en 2000, 37e en 2003, 27e en 2004, 37e en 2005, 61e en 2006.
- Meilleur résultat individuel : 7e.

### Coupe du monde B
- Vainqueur de la Coupe du monde B 2001
- 1 victoire dans une épreuve

### Championnats de Norvège
- Il est champion de Norvège en 2002.